# Langhorns (musikalbum)
Langhorns är Langhorns självbetitlade debutalbum, utgivet 1998 på Bad Taste Records.

## Låtlista
1. "Tierra Del Fuego" (Michael Sellers) – 2:40
2. "Penetration" (Steve Leonard) – 2:34
3. "Mother of Earth" (Jeffrey Lee Pierce) – 2:51
4. "Buccaneer" (Langhorns) – 2:16
5. "The Sinner" (Pelle Ossler) – 2:30
6. "El Guapo" (Langhorns) – 3:10
7. "Knuckleduster" (Sellers) – 1:50
8. "Squad Car" (Paul Johnson) – 2:37
9. "John Doe" (Sellers) – 2:10
10. "The Quiet Surf" (Langhorns) – 3:44
11. "Latinia" (Tommy Nunes) – 3:43
12. "Awesome" (Nick Lowe) – 3:07
13. "Langhorn" (Langhorns) – 2:01
14. "The Poker" (Sellers) – 2:16
15. "The Eternal Wave" (Sellers) – 9:14
16. "Pretty Please" (Langhorns) – 5:49

### Fotnoter
1. ↑  ”Langhorns”. Discogs.com. http://www.discogs.com/Langhorns-Langhorns/release/2359571. Läst 4 januari 2012.